# Karl Bernhard von Reitzenstein

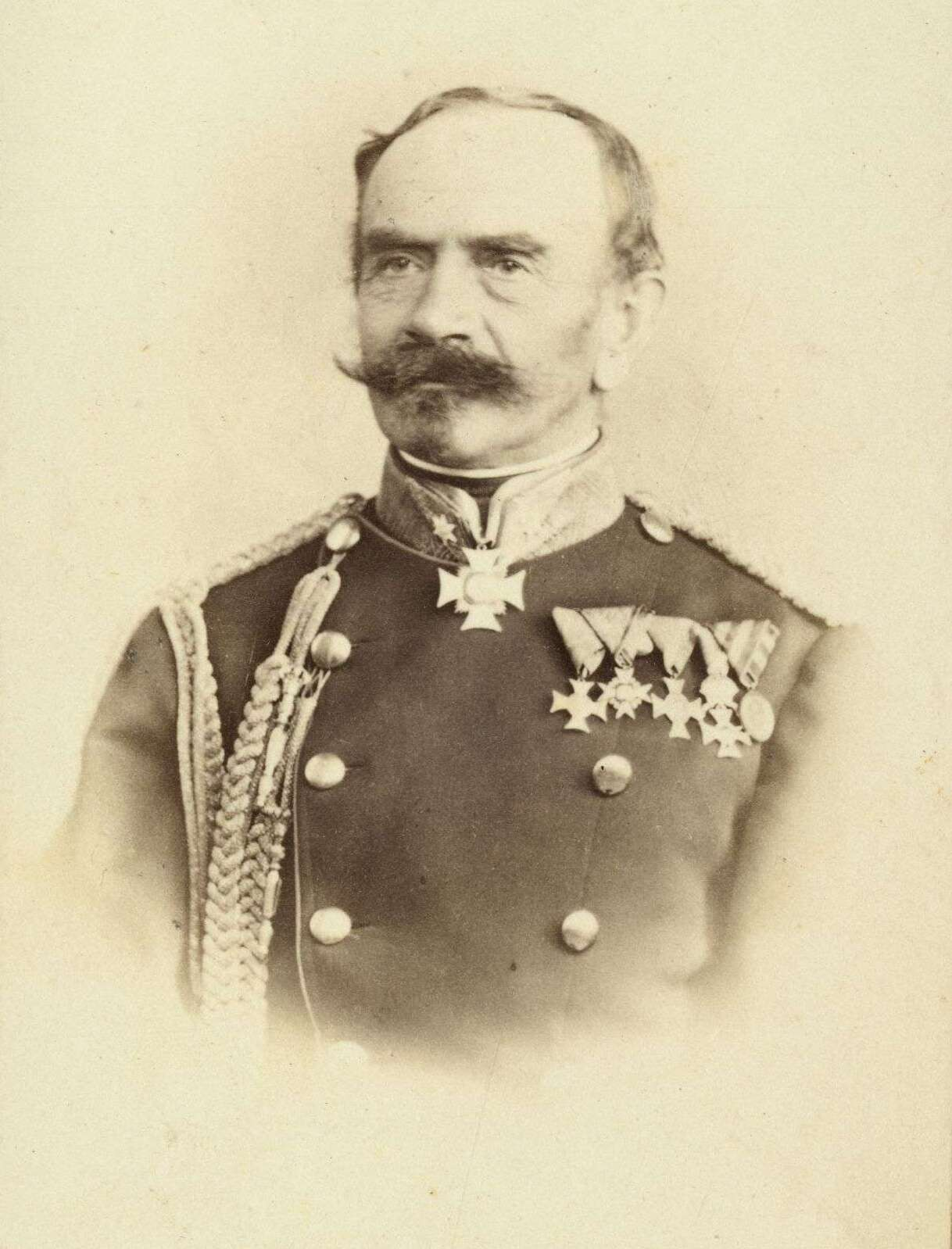
Karl Bernhard von Reitzenstein (1809–1885)

Karl Bernhard Freiherr von Reitzenstein (* 18. Mai 1809 in Oberkotzau; † 15. Oktober 1885 in Stuttgart) war ein württembergischer Generalleutnant.

## Herkunft
Seine Eltern waren der würtemburgische Major Karl Christoph von Reitzenstein und dessen Ehefrau Christiane Charlotte Auguste Wilhelmine von Kotzau (* 9. Juni 1782).

## Leben
Karl Bernhard entstammte der Linie Zoppaten des fränkischen Uradelsgeschlechts von Reitzenstein. Er trat bereits im Alter von 15 Jahren als Regimentszögling in das 5. Infanterieregiment der Württembergischen Armee ein. Im Jahre 1829 rückte er zum Unterleutnant auf, im Jahre 1836 zum Oberleutnant und im Jahre 1846 zum Hauptmann. Als nächste Stufen in der Karriereleiter folgten im Jahre 1857 der Rang des Majors und im Jahre 1860 der des Oberstleutnants.
Nachdem Reitzenstein 1865 zum Oberst befördert worden war, zog er im Jahr darauf an der Spitze des 8. Infanterieregiments in den Krieg gegen Preußen. Im Jahre 1868 bekam er als Generalmajor die in Stuttgart stationierte 1. Infanterie-Brigade, bestehend aus dem 1. Infanterieregiment „Königin Olga“, dem 7. Infanterieregiment und dem 2. Jägerbataillon. Als 1. württembergische Feldbrigade führte er diesen Großverband 1870/71 in den Krieg gegen Frankreich. Die Brigade erreichte, ohne in ein Gefecht gekommen zu sein, die Vororte von Paris. Der Ausfall der Franzosen unter Auguste-Alexandre Ducrot am 30. November 1870 führte zur Schlacht bei Villiers. Trotz zahlenmäßiger Unterlegenheit hielten die Württemberger mit Unterstützung durch die Sächsische Armee dem Angriff stand. Als gegen Mittag des 30. November die Gefahr eines französischen Durchbruchs bestand, wagte Generalmajor von Reitzenstein, trotz der geringen Zahl der ihm zur Verfügung stehenden Kräfte, aus der Verteidigung herauszutreten. Mit Hilfe der Sachsen wurde den sich zum allgemeinen Hauptangriff formierenden Franzosen ein Teil der deutschen Truppen entgegengeworfen. Durch den überraschenden deutschen Gegenangriff gewannen die angreifenden Franzosen den Eindruck, dass die Ankunft weiterer starker gegnerischer Verbände bevorstehe. Dieser unzutreffende Eindruck entschied die Schlacht zu Gunsten der Deutschen. Auch in der zweiten Schlacht bei Villiers am 2. Dezember 1870 führte Reitzenstein seine Brigade mit gleichem Kalkül. Am 4. März 1872 wurde er mit der Führung der neugebildeten 26. (1. königlich württembergischen) Division betraut und am 6. August dieses Jahres zum Generalleutnant und Kommandeur der Division ernannt. Am 29. Juni 1874 trat er in den Ruhestand.

## Familie
Karl Bernhard von Reitzenstein war verheiratet mit Eleonore, geb. Freiin Holzschuher von Harrlach (* 26. Juni 1819). Der einzige Sohn aus dieser Ehe, Freiherr Carl Friedrich Sigmund Felix von Reitzenstein, war 1889 Major z. D. und Stallmeister des Königs Karl von Württemberg und später Oberstleutnant z. D., Flügeladjutant und Oberhofmeister der Königin Charlotte. Der Name des Sohns stand Pate, als dessen Witwe Helene 1910 in Stuttgart die Villa Reitzenstein erbauen ließ.

## Ehrungen
- 1856 Ritterkreuz des Friedrichs-Ordens
- 1864 Ritterkreuz des Ordens der Württembergischen Krone[1]
- 18. August 1866 Ritterkreuz des Militärverdienstordens in Anerkennung seiner Tapferkeit in den Gefechten bei Tauberbischofsheim
- 31. Dezember 1870 Komturkreuz des Militärverdienstordens
- 1. Januar 1871 das Eiserne Kreuz I. Klasse aus der Hand des Kronprinzen Friedrich Wilhelm in Versailles
- 1871 Militär-St.-Heinrichs-Orden
- 29. Juni 1871 Ehrenbürgerrecht der Stadt Stuttgart beim Einzug der heimkehrenden Truppen aus dem Deutsch-Französischen Krieg
- 6. Mai 1874 Großkreuz des Militärverdienstordens aus Anlass des fünfzigjährigen Dienstjubiläums